# Leszczyn
Leszczyn (deutsch Lestin) ist ein Dorf in der Woiwodschaft Westpommern in Polen. Es gehört zur Gmina Rymań (Landgemeinde Roman).

## Geographische Lage
Das Dorf liegt in Hinterpommern, etwa vier Kilometer nordöstlich des Dorfes Rymań (Roman), etwa 23 Kilometer südlich der Stadt Kołobrzeg (Kolberg) und etwa 90 Kilometer nordöstlich der regionalen Metropole Stettin (Szczecin). Im Osten schließt das Nachbardorf Dębica (Damitz) an.
Durch das Dorf verläuft in West-Ost-Richtung die polnische Landesstraße 6, deren Verlauf hier der ehemaligen Reichsstraße 2 entspricht.

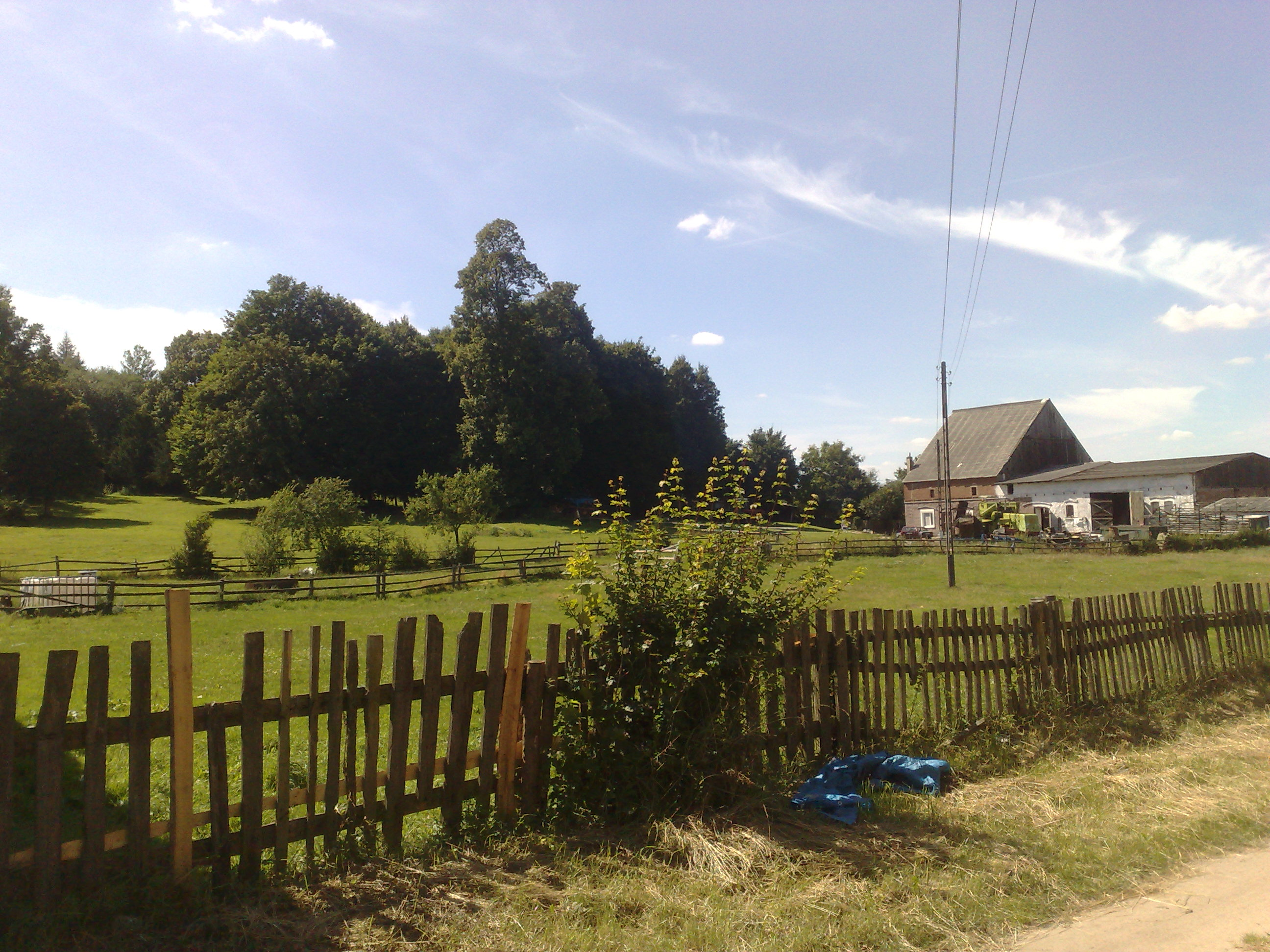
Restanlage des ehemaligen Gutshofes

## Geschichte
Aus der Vorgeschichte wurde in der Gemarkung des Dorfes ein Steinkistengrab gefunden. Es belegt, dass in der Bronzezeit hier Menschen lebten.
Die Gegend, in der später das Dorf Lestin entstand, gehörte in der Mitte des 13. Jahrhunderts zur Heidelandschaft Riman („desertum, quod vocatur Riman“), welche Herzog Wartislaw III. im Jahre 1240 dem neugegründeten Kloster Marienbusch schenkte.
Das Dorf selbst wurde 1269 erstmals urkundlich mit dem Ortsnamen Lestzin genannt, und zwar in einer Besitzbestätigung von Herzog Barnim I. für das Kloster Belbuck. In der Zwischenzeit muss also das Dorf gegründet und der Besitz vom Kloster Marienbusch an das Kloster Belbuck übergegangen sein.
Auf der Lubinschen Karte von 1618 ist Lestin verzeichnet. In der Neuzeit erschien Lestin als ein Lehn-Rittergut der Familie Manteuffel. Im Jahre 1655 war es im Besitz eines Wilke von Manteuffel. Später wurden die Anteile Lestin A und Lestin B unterschieden, die zeitweise in unterschiedlichen Händen waren, zeitweise aber auch in einer Hand vereinigt wurden. Mit Lestin war der Besitz am benachbarten Damitz verbunden.
Einer Überlieferung nach soll die Familie Manteuffel neben ihrer Burg in Kölpin hier in Lestin eine weitere Burg besessen haben, und zwar in der Flur Truneck. Der Flurname Truneck wurde volksetymologisch als Ableitung von Trau nicht! gedeutet. Noch bis in das 20. Jahrhundert sollen Reste dieser Burganlage sichtbar gewesen sein.

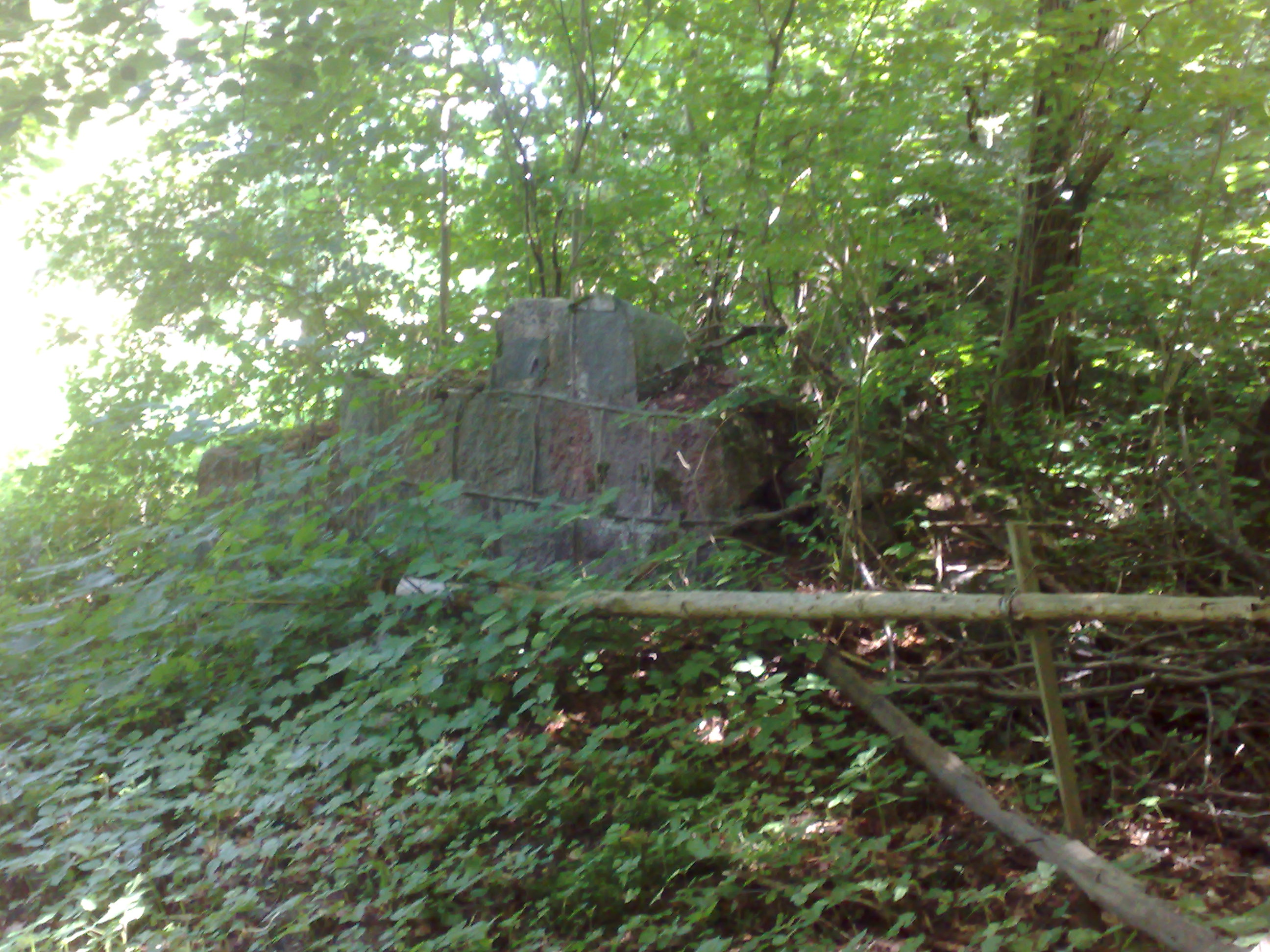
Mauerreste in einem Lestiner Waldgebiet

In Ludwig Wilhelm Brüggemanns Ausführlicher Beschreibung des Herzogtums Vor- und Hinterpommern (1784) war Lestin unter den adeligen Gütern des Fürstentums Cammin aufgeführt. In Lestin bestanden damals zwei Vorwerke, nämlich die beiden Gutsanteile, zwei Schäfereien, eine Wassermühle und zwei Holzwärterkaten, insgesamt zwölf Haushaltungen („Feuerstellen“).
Zu Beginn des 19. Jahrhunderts wurde Strebelow, etwa 2 Kilometer nördlich von Lestin, als ein Holzkaten des Rittergutes in Lestin gegründet. Später wurde Strebelow als ein Vorwerk des Rittergutes geführt.
Um 1862 bestand Lestin aus dem Rittergut mit seinen beiden Anteilen, dem Vorwerk Schäferei (später in Ewaldshof umbenannt und eingegangen) und zwei Holzkaten. Insgesamt zählte Lestin damals 10 Wohngebäude und 19 Wirtschaftsgebäude. Bald danach wurde etwa zwei Kilometer südöstlich des Rittergutes das Vorwerk Freienfelde (anfangs Vorwerk I) angelegt.
In Lestin befinden sich noch heute Reste des Manteuffelschen Erbbegräbnisses mit einer Ausdehnung über 9 Morgen, welches nach dem Willen der Familie von 1866 für ewige Zeiten im Besitz der Familie Manteuffel verbleibe, so eingetragen im Grundbuch von Körlin.

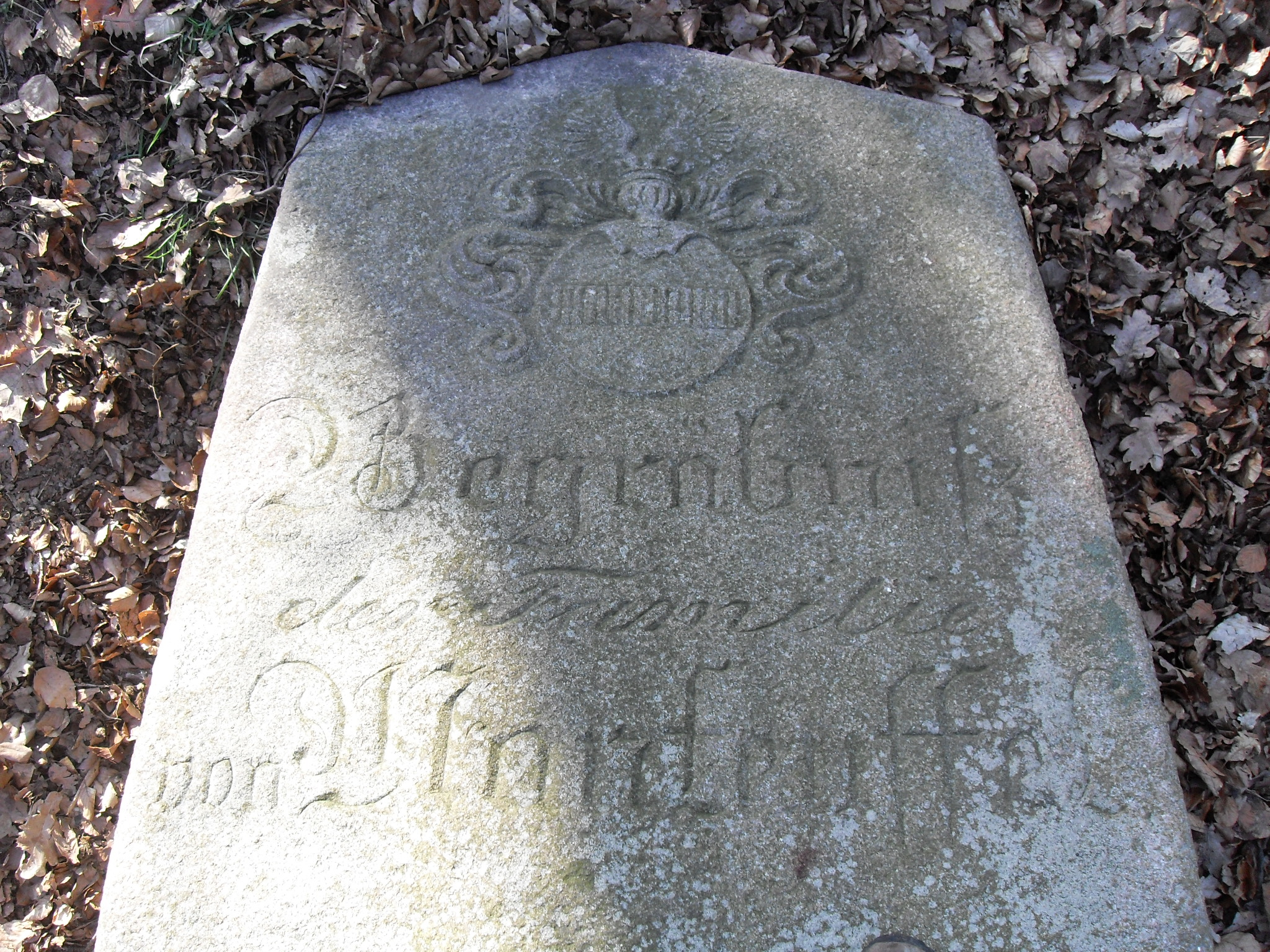
Erbbegräbnis der Familie Manteuffel

Im Jahre 1884 war das Rittergut im Besitz eines Angehörigen der Familie Glasenapp, der es damals verpachtet hatte. Im Jahre 1892 bewirtschaftete er das Gut selbst, doch bald darauf verkaufte er es an den Mühlenbesitzer Gustav Gaugner in Regenwalde.
Zwischen 1903 und 1907 wurde das bisherige Rittergut Lestin parzelliert. Hierdurch änderte sich der Charakter von Lestin völlig: Es entstanden mehrere Bauernhöfe, die überwiegend an der Chaussee in Richtung zum Nachbarort Damitz angelegt wurden. Etwa zwei Kilometer westlich des Rittergutes wurde ein Einzelhof angelegt, der den Namen Grünhaus erhielt. Das bisherige Vorwerk Strebelow wurde verkauft und so der wirtschaftliche Zusammenhang zum bisherigen Gut gelöst. Das bisherige Vorwerk Freienfelde wurde an den Forstfiskus verkauft, der die dazugehörigen Ländereien aufforstete und in Freienfelde ein Forsthaus anlegte. Die wirtschaftlichen Veränderungen wurden politisch nachvollzogen, aus dem bisherigen Gutsbezirk wurde eine neugegründete Landgemeinde. Zusätzlich entstanden längs der Chaussee nach Damitz eine Gastwirtschaft und eine Schule, um die sich der neue Dorfmittelpunkt bildete.
Bis 1945 bildete Lestin eine Gemeinde im Landkreis Kolberg-Körlin im Regierungsbezirk Köslin der Provinz Pommern. Das Gemeindegebiet umfasste neben dem Dorf Lestin die Wohnplätze Forsthaus Freienfelde, Grünhaus, Lestiner Krugplatz und Strebelow.
Anfang März 1945 rückte die rote Armee in Lestin ein. Die deutsche Bevölkerung wurde enteignet und durch Polen ersetzt. Anschließend legte die Sowjetmacht südlich von Freienfelde einen Militärflugplatz an. Nach Ende des Zweiten Weltkriegs wurde die Region 1945 zusammen mit ganz Hinterpommern unter polnische Verwaltung gestellt. 1973 kam Lestin zur neu gebildeten Großgemeinde Gmina Rymań.

## Entwicklung der Einwohnerzahlen
- 1816: 112 Einwohner[8]
- 1855: 132 Einwohner[8]
- 1864: 198 Einwohner[8]
- 1885: 179 Einwohner[8]
- 1905: 395 Einwohner[8]
- 1925: 483 Einwohner[8]
- 1939: 458 Einwohner[8]
- 2013: 223 Einwohner[9]

## Söhne und Töchter des Ortes
- Otto Felix Friedrich von Kameke (1709–1775), Hofgerichtsrat und Landrat des Kreises Schlawe